# Ilha Guaíba
Ilha Guaíba är en ö i Brasilien.   Den ligger i delstaten Rio de Janeiro, i den sydöstra delen av landet, 900 km sydost om huvudstaden Brasília. Arean är 2,8 kvadratkilometer.
Terrängen på Ilha Guaíba är platt. Öns högsta punkt är 171 meter över havet. Den sträcker sig 1,9 kilometer i nord-sydlig riktning, och 2,5 kilometer i öst-västlig riktning.
Runt Ilha Guaíba är det ganska tätbefolkat, med 67 invånare per kvadratkilometer.